# Estadio Lolo Fernández
El Estadio Lolo Fernández fue el estadio de fútbol principal del Club Universitario de Deportes, también fue sede de la selección de fútbol del Perú. Se encuentra ubicado en el casco urbano de Lima Metropolitana en el distrito de Lima. Cuenta con una capacidad o aforo total para 4000 espectadores.
En la actualidad es utilizado por los equipos profesionales de vóley, fútbol sala y las escuelas oficiales de fútbol de menores del club. Lleva su nombre en honor al futbolista Teodoro Fernández Meyzán, máximo ídolo del club y uno de los mejores futbolistas de la historia del Perú. Fue el primer estadio propio de un club de fútbol peruano.

## Historia
El 19 de diciembre de 1944, durante el gobierno de Manuel Prado Ugarteche, se dictó la Ley 10191 que adjudicó el terreno al Club Universitario de Deportes y el 3 de marzo de 1945 se publicó dicha ley. Eduardo Astengo, presidente del club, tomó posesión efectiva del terreno de manos del gobierno el 25 de julio de 1950, y bajo la presidencia de Carlos Cillóniz se iniciaron las obras de infraestructura dirigidas por Luis de Souza Ferreira (cofundador del club).
El proyecto original contemplaba una capacidad para 50 000 espectadores y alumbrado para partidos nocturnos. El estadio se inauguró el 20 de julio de 1952 con las instalaciones deportivas y la primera tribuna del estadio (occidente: 4000 butacas) que antes pertenecieran al Antiguo Estadio Nacional del Perú. En la inauguración, la «U» derrotó a la Universidad de Chile por 4:2, con tres goles de Teodoro Fernández. En 1964, se compró la segunda tribuna a la Federación Peruana de Basketball (popular: 5000 asientos) y en 1968 se construyó la tercera tribuna (oriente: 6000 asientos).

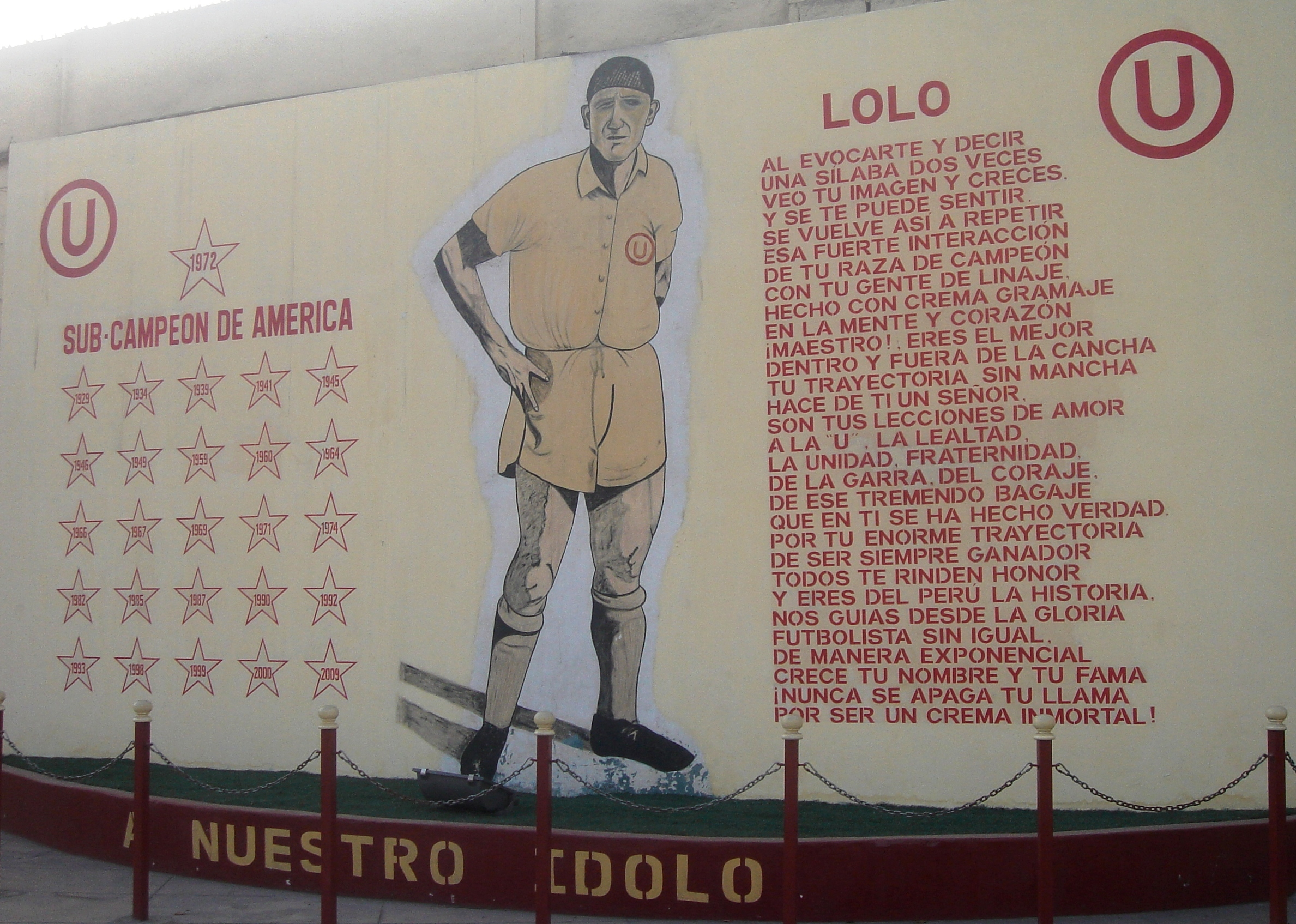
Mural ubicado en el Estadio Lolo Fernández con la imagen del ídolo del club, Teodoro Fernández.

En 1992, la «U» jugó la final del campeonato en el Estadio Lolo Fernández con las tribunas rebosantes de espectadores y dando la vuelta olímpica por última vez en este histórico recinto deportivo. Los siguientes campeonatos los celebraría en el Estadio Nacional, y a partir del año 2000 en el Estadio Monumental. El último partido disputado por los cremas en este recinto fue el 8 de septiembre de 2000, cuando la «U» derrotó por 6:2 al Deportivo Wanka.
Sin embargo el último cotejo de primera división se disputó seis fechas después cuando Deportivo Municipal empató 3:3 con el Unión Minas Luego de la inauguración del nuevo estadio, se removieron finalmente las tribunas oriente y sur del estadio, reduciéndose su capacidad a 4000 asientos en la tribuna de Occidente. El estadio está destinado a servir como sede de los torneos internos para socios así como para el entrenamiento de las divisiones menores. En junio de 2009, se comenzó la remoción del césped natural para ser reemplazado con pasto sintético. El 7 de marzo de 2010 en el estadio fueron esparcidas las cenizas de Roberto Scarone, ex director técnico de Universitario de Deportes, que fue subcampeón de América en la Copa Libertadores 1972 con el equipo crema, como fue su deseo antes de morir. Su hijo dijo que antes de fallecer decía esta frase a menudo:

«Me voy para mi casa, me voy para la U».
Roberto Scarone.

En el año 2023 se renovó el césped sintético, la cancha de vóley fue demolida y en su lugar se realizaron obras para levantar un moderno Coliseo Polideportivo que fue inaugurado en diciembre de ese mismo año.

### Clásicos jugados en el Estadio Lolo Fernández
Universitario de Deportes enfrentó en dos oportunidades a Alianza Lima en este estadio, y en ambas ocasiones, dichos encuentros terminaron en empate.
| Amistoso; 13 de julio de 1952 | Universitario | 1:1 (1:1) | Alianza Lima |                                                        |                                                        |
|                               | Terry 26'     | Reporte   | Pedraza 35'  | Asistencia: 8000 espectadores Árbitro(s): Charles Dean | Asistencia: 8000 espectadores Árbitro(s): Charles Dean |

| Amistoso; 7 de septiembre de 1969 | Universitario  | 1:1 (1:1) | Alianza Lima |                                                         |                                                         |
|                                   | Cassaretto 17' | Reporte   | Zegarra 24'  | Asistencia: 5000 espectadores Árbitro(s): Carlos Rivero | Asistencia: 5000 espectadores Árbitro(s): Carlos Rivero |

## Infraestructura
Cuenta con diferentes instalaciones deportivas y oficinas administrativas. Destacan entre ellas: un campo de fútbol principal, un campo de fútbol auxiliar, un Coliseo Polideportivo para voleibol, fútbol sala y baloncesto, una piscina, una cancha de frontón, un gimnasio, salas de recreación, camerinos, cafetería y estacionamiento. Además cuenta con una sala de trofeos, con numerosa cantidad de elementos de colección recabados a lo largo de más de un siglo de historia del club.

### Coliseo Polideportivo Lolo Fernández
El Coliseo Polideportivo Lolo Fernández (Coliseo Polideportivo Apuesta Total por motivos de patrocinio) es una instalación ubicada en el Estadio Lolo Fernández, que forma parte de la infraestructura del Club Universitario de Deportes. Fue inaugurado el 11 de diciembre de 2023. El proyecto fue concebido como parte de una serie de inversiones destinadas a modernizar y ampliar las capacidades deportivas del club. Inicialmente, el coliseo es utilizado para los entrenamientos de los equipos de vóley y fútbol sala, aunque se contempla su uso futuro para el baloncesto.